# Творческая мастерская «Царьград»
Творческая мастерская «Царьград» — компания, основанная в 2007 году
художником Дмитрием Трофимовым  (участником воссоздания росписей
в Храме Христа Спасителя в 1997-1999 гг.). Офис организации расположен в Москве.

## Основание мастерской. Первые проекты
Мастерская «Царьград» была образована в 2007 году
художником Дмитрием Трофимовым, участником воссоздания росписей
в Храме Христа Спасителя (1997-1999). Среди её первых проектов — роспись храма Рождества Пресвятой Богородицы в Дивеевском монастыре (2007-2009 годы). В 2009-2010 годах художники мастерской, во главе с Д. Трофимовым, создают образы для иконостаса храма Сергия Радонежского на Куликовом поле.

## 2010-е — 2020-е годы

### Иконопись. Храмовые интерьеры
В  2008-2014 годах мастера «Царьграда» пишут иконы для иконостаса и киотов в церкви иконы Божией Матери «Знамение» на Шереметевом дворе.  При этом, в качестве образцов использовались работы мастеров XVII – начала XVIII веков (школа Симона Ушакова). Подкупольный образ Спасителя — «Пантократора» был написан Д. Трофимовым к престольному празднику 2014 года.
В 2010 году живописцы мастерской выполнили росписи в храме Рождества Богородицы в Дивеево.
Коллектив художников во главе с Д. Трофимовым занимался проектированием и созданием внутреннего убранства, росписей, икон в храме Иверской иконы Божией матери в Ижевске (построен в 2010-2014 гг.). Среди проектов, выполненных  мастерской в данный период — реконструкция иконостаса храма св. Татианы при МГУ, внутрихрамовые росписи Успенской церкви в Истомино (Калужская область), создание образов для иконостаса и роспись церкви Рождества Богородицы в Добрянке (Пермский край).
В 2011–2012 гг., под руководством Д. Трофимова, создаются  иконостас и киоты в Успенской церкви с. Белые Колодези (построена в XIX в.). В числе образов местного ряда была написана икона священномученика Сергия Спасского, последнего настоятеля храма перед закрытием его советской властью.
Художники «Царьграда», под управлением основателя мастерской, в 2015 году выполнили роспись церкви в честь святых Димитрия Донского и Евфросинии Московской в Тульском кремле.
В 2018 года коллектив приступил к росписи Благовещенского храма (РПЦ) в Барселоне. В декабре 2021 года работы были закончены. Мастерами «Царьграда» были написаны иконы для нового иконостаса (установлены в храме к началу 2019 года).
В 2018—2019 гг. сотрудники мастерской подготовили и осуществили проект внутреннего убранства храма святителя Спиридона в Самаре.
В 2020 году в строящемся Спасском соборе Пензы был установлен центральный хорос, выполненный из латуни по проекту «Царьграда». Вес конструкции составляет полторы тонны, диаметр — восемь метров, высота — полтора метра. На люстре размещено 120 ламп в форме свечей и 80 лампад из цветного стекла. В соответствии с проектом, подготовленным специалистами мастерской, были выполнены и другие работы по внутренней отделке (воссоздание полов, отделка стен панелями из гранита, устройство лепного декора, все светильники собора). Живописцы «Царьграда» приступили к росписям внутри храма в марте 2024 года. Работы в алтарной части и приделах завершены в том же году. Окончание росписи центральной части собора запланировано на середину 2025 года.
В 2021—2023 гг. художники мастерской воссоздают иконостас и фрески для Богоявленского кафедрального собора в Костроме.

### Объекты градостроительства
Мастерская Трофимова участвовала в создании эскизов к проекту реконструкции Петропавловского собора в Барнауле, разрушенного в годы советской власти.
В 2015 году Патриарх Московский и всея Руси Кирилл совершил освящение закладного камня на месте строительства Спасского собора в Барнауле. Согласно проекту, подготовленному при участии мастерской «Царьград», будущий собор должен был стать кафедральным (пятикупольным, с площадью по полу 400 кв.м.). В феврале 2019 года, в соответствии с решением градостроительного совета Барнаула, решено было отказаться от масштабного строительства в пользу однокупольного храма, площадь которого, без алтаря, составит около 100 кв.м.; при этом, вчетверо уменьшался объем здания. Адрес будущего объекта остался прежним: проспект Ленина, 152е. Как заявили руководители проекта (в ответ на критику со стороны ряда общественных организаций и СМИ), участок, выделенный под строительство, не затронет аллею Ветеранов. В соответствии с проектом, здание возведут из фибробетона. Фасад храма украсят декоративные пилястры и мозаика из смальты. Крышу и купола покроют нитридом титана.
Строительные работы на участке начались в августе 2019 года. Отдельно от храма построят звонницу, на прилегающей территории разместятся детская площадка, альпийская горка и искусственный водоём.